# Oostsingel 14
Het pand Oostsingel 14 te Borssele is een voormalig kerkgebouw van de Gereformeerde Gemeenten. Het is in 2000 omgebouwd tot woonhuis. 

## Geschiedenis
Een voorloper van dit orthodox-protestantse kerkgenootschap is sinds 1860 in Borssele gevestigd. De huidige landelijke GG kwam in 1907 tot stand. Van 1860 tot 1890 kerkte men in een houten gebouw aan de Weelweg. In 1890 werd een kerk aan de Westsingel in gebruik genomen.
In 1914 kwam een kerkgebouw aan Oostsingel 14 in gebruik. Dit betrof een bakstenen gebouw zonder toren onder zadeldak met een rondbogige ingang, bakstenen versieringen en naar neogotiek neigende architectuur. Het interieur is sober.
In dit kerkgebouw bevond zich een orgel waarvan het binnenwerk geklasseerd is als rijksmonument. Dit orgel werd in 1794 vervaardigd door Johan Pieter Schmidt, orgelbouwer te Gouda. Het orgel was aangebracht boven de preekstoel.
In het jaar 2000 betrok de Gereformeerde Gemeente een nieuw kerkgebouw, aangezien het oorspronkelijke gebouw te klein was geworden. Dit gebouw bevindt zich aan Oostsingel 21, tegenover de oude kerk. De oude kerk werd in gebruik genomen als woonhuis. Het historische orgel werd opgeslagen te Rijssen, bij orgelbouwer Boogaard.